# Rhytidocassis limbiventris
Rhytidocassis limbiventris là một loài bọ cánh cứng trong họ Chrysomelidae. Loài này được Boheman miêu tả khoa học năm 1854.